# Thienemannia
Thienemannia is een muggengeslacht uit de familie van de Dansmuggen (Chironomidae).

## Soorten
- T. fulvofasciata (Kieffer, 1921)
- T. gracei (Edwards, 1929)
- T. gracilis Kieffer, 1909
- T. libanica Laville & Moubayed, 1985
- T. paasivirtai Tuiskunen, 1986
- T. pilinucha Saether, 1985